# Département du Renseignement et de la Sécurité
Il Département du Renseignement et de la Sécurité (DRS) è stato il servizio di informazioni nazionale algerino.

## Origini e compiti
La sua creazione risale al luglio 1957, nell'ambito della lotta per l'indipendenza dalla Francia; il servizio venne inizialmente strutturato secondo canoni dei paesi del Patto di Varsavia e dal 1965 è noto come Sécurité militaire (« SM »), in quanto nacque appunto come sicurezza militare, e svolge anche compiti di polizia militare.
I suoi compiti istituzionali sono:
- la lotta contro ogni forma di spionaggio interno,
- la conservazione della sicurezza interna algerina,
- la difesa degli interessi nazionali all'estero.

## Attuale ordinamento
In realtà l'organizzazione attuale risale al 4 settembre 1990, data nella quale i precedenti servizi di sicurezza vengono riorganizzati sotto l'attuale nome, e comprendono:
- Direction du contre-espionnage (DCE), con un braccio operativo, un centro di ricerca ed investigazione a Ben Aknoun, denominato ANTAR, e diretto dal colonnello Farid Ghobrini. Contrariamente al suo nome, la missione principale del DCE è quella di infiltrare e sorvegliare la società algerina, ed ha numerosi sottoservizi.
- Direction centrale de la sécurité de l'armée (DCSA) comandata dapprima dal generale Betchine, poi da Kamel Abderahmane fino al 1995. Il compito di questa direzione, principalmente militare, è la protezione del personale e delle infrastrutture delle forze armate.
- Direction de la documentation et de la sécurité extérieure (DDSE), responsabile delle operazioni all'estero e diretto dal generale Saïdi Fodhil, fino al suo assassinio nel 1996.